# Dorcadion cinctellum
Dorcadion cinctellum là một loài bọ cánh cứng trong họ Cerambycidae.